# Blaschko-Linien
Die Blaschko-Linien beschreiben Hautveränderungen in Form eigentümlicher Muster. Die Muster werden verursacht durch den geordneten Ausbreitungsweg genetisch abweichender Zellen während der Embryogenese. Durch genetische Varianzen oder Mutationen können diese Zellen eine andere Farbe haben und sich somit visuell von umgebenden Zellen abgrenzen. Es entstehen so eigentümliche Muster (genetischer Mosaizismus) auf der Haut, die nach dem Erstbeschreiber, dem Berliner Dermatologen Alfred Blaschko (1858–1922), als Blaschko-Linien beschrieben werden. Die Blaschko-Linien sind auf dem Rücken V-förmig, auf der Brust, dem Abdomen und den Seiten S-förmig und wellenförmig im Kopfbereich.
Blaschko erkannte auch, dass diese Veränderung nicht, wie Anfang des 20. Jahrhunderts vermutet, mit der Neuronalentwicklung zusammenhängt.